# Kurt Benthin
Kurt Benthin (* 16. Februar 1912; † 20. oder 21. Jahrhundert) war ein deutscher Fußballspieler und -trainer in Berlin. Für den SC Lichtenberg 47 spielte er 1950/51 in der DDR-Oberliga, der höchsten Liga im DDR-Fußball.

## Sportliche Laufbahn
Bekannt als Fußballspieler wurde Kurt Benthin bereits 1935, als er im Achtelfinalspiel des Tschammerpokals beim Berliner Berolina LSC 01 mitwirkte und gegen den FC Hanau 93 mit 1:5 unterlag. Nach dem Ende des Zweiten Weltkriegs war er in Berlin maßgeblich am Wiederaufbau des Fußballsports beteiligt. Bei der SG Lichtenberg war er ab 1945 zunächst als Abwehrspieler aktiv, ab 1951 bis 1960 war er Trainer der Lichtenberger.
Die SG Lichtenberg spielte zunächst in der Gesamtberliner Stadtliga, zeitweise auch in der 2. Liga. Als 1950 der Berliner Fußball-Verband die Einführung des Vertragsspielerstatuts beschloss, nahm dies der ostdeutsche Sportausschuss zum Anlass, alle Ost-Berliner Sportgemeinschaften in den DDR-Sportbetrieb einzugliedern. Dies betraf auch den inzwischen umgewandelten Sportclub Lichtenberg 47, der mit zwei weiteren Mannschaften in die DDR-Oberliga eingegliedert wurde. Dieser hatte 1950/51 auch weiterhin den 38-jährigen Kurt Benthin im Aufgebot, der jedoch nur noch in drei Oberligaspielen zum Einsatz kam. Die 47er, die weitgehend mit dem Spielerstamm aus der 2. Stadtliga antrat, war in der Oberliga chancenlos und musste nach nur einer Spielzeit in die zweitklassige DDR-Liga absteigen.
Von der Saison 1951/52 übernahm Benthin das Training der Lichtenberger, stellte sich aber auch noch einmal in einem Ligaspiel auf. Seiner Mannschaft gelang es erneut nicht, die Klasse zu halten und stieg in die Bezirksliga ab. Kurt Benthin blieb bis 1960 ihr Trainer, schaffte aber nicht mehr den Aufstieg.